# 平面応力状態
平面応力状態（へいめんおうりょくじょうたい）とは、物体内の応力が平面的、すなわち、適当な座標系 (x , y , z ) に対して
σz = τzx = τzy = 0
となる応力状態である。z 軸方向に広がる薄い板の側面に、板の中央面に平行で、z 軸方向に関し一様な外力が作用し、かつ板の上下面に外力が作用しないとき平面応力状態とみなすことができる。さらにこの場合、残りの応力成分と変位成分は近似的にx , y の関数とみなしてよい。

## 平面応力状態でのフックの法則
平面応力状態でのフックの法則は、E をヤング率、νをポアソン比として
{\displaystyle {\begin{aligned}&\sigma _{x}=2\mu \epsilon _{x}+\lambda '(\epsilon _{x}+\epsilon _{y}),\quad \sigma _{y}=2\mu \epsilon _{y}+\lambda '(\epsilon _{x}+\epsilon _{y}),\quad \sigma _{z}=0,\\&\tau _{xy}=2\mu \gamma {xy},\quad \tau _{yz}=\gamma _{zx}=0\end{aligned}}}
または
{\displaystyle {\begin{aligned}&\epsilon _{x}={\frac {1}{E}}(\sigma _{x}-\nu \sigma _{y}),\quad \epsilon _{y}={\frac {1}{E}}(\sigma _{y}-\nu \sigma _{x}),\quad \epsilon _{z}=-{\frac {\nu }{E}}(\sigma _{x}+\sigma _{y}),\\&\gamma _{xy}={\frac {1}{2G}}\tau _{xy},\quad \gamma _{yz}=\gamma _{zx}=0\end{aligned}}}
と表される。ただしλとμはラメ定数、
{\displaystyle \lambda '={\frac {2\lambda \mu }{\lambda +2\mu }}}
である。特に、平面応力状態では、z 軸方向の垂直ひずみは 0 とはならず、xy 平面のひずみのポアソン比に起因する分だけ発生することに注意を要する。

## エアリーの応力関数
平面応力状態における応力の平衡方程式は、外力が作用しない場合、次式となる：
{\displaystyle {\begin{aligned}{\frac {\partial \sigma _{x}}{\partial x}}+{\frac {\partial \tau _{xy}}{\partial y}}=0,\\{\frac {\partial \tau _{xy}}{\partial x}}+{\frac {\partial \sigma _{y}}{\partial y}}=0.\end{aligned}}}
これは、次の関係式を満たすエアリー（Airy）の応力関数φを導入することで自動的に満足される：
{\displaystyle \sigma _{x}={\frac {\partial ^{2}\phi }{\partial y^{2}}},\quad \sigma _{y}={\frac {\partial ^{2}\phi }{\partial x^{2}}},\quad \tau _{xy}=-{\frac {\partial ^{2}\phi }{\partial x\partial y}}.}
これを上記のフックの法則を用いてφとひずみとの関係式に書き直し、ひずみの適合条件式に代入することで、φの満たすべき条件式が次のように得られる：
{\displaystyle \nabla ^{4}\phi ={\frac {\partial ^{4}\phi }{\partial x^{4}}}+2{\frac {\partial ^{4}\phi }{\partial x^{2}\partial y^{2}}}+{\frac {\partial ^{4}\phi }{\partial y^{4}}}=\nabla ^{2}(\sigma _{x}+\sigma _{y})=0.}
これはφが重調和関数であり、主応力和（応力テンソルの第1不変量）が調和関数であることを示す。
複素解析の結果を用いると、応力関数は複素関数でも表現できる。この場合の応力関数をウェスターガード（Westergaard）の応力関数と呼ぶ。